# Horenka
Horenka (en ukrainien : Горенка) est un village situé dans le raïon de Boutcha, lui-même situé dans l’oblast de Kiev en Ukraine.

## Géographie

### Situation
Horenka est situé dans la banlieue de Kiev.

### Géologie
Le sol de Horenka est composé de craie marneuse

### Hydrographie
Le lac de Horenka est également appelé « Lac Bleu ».

## Historique

### En images

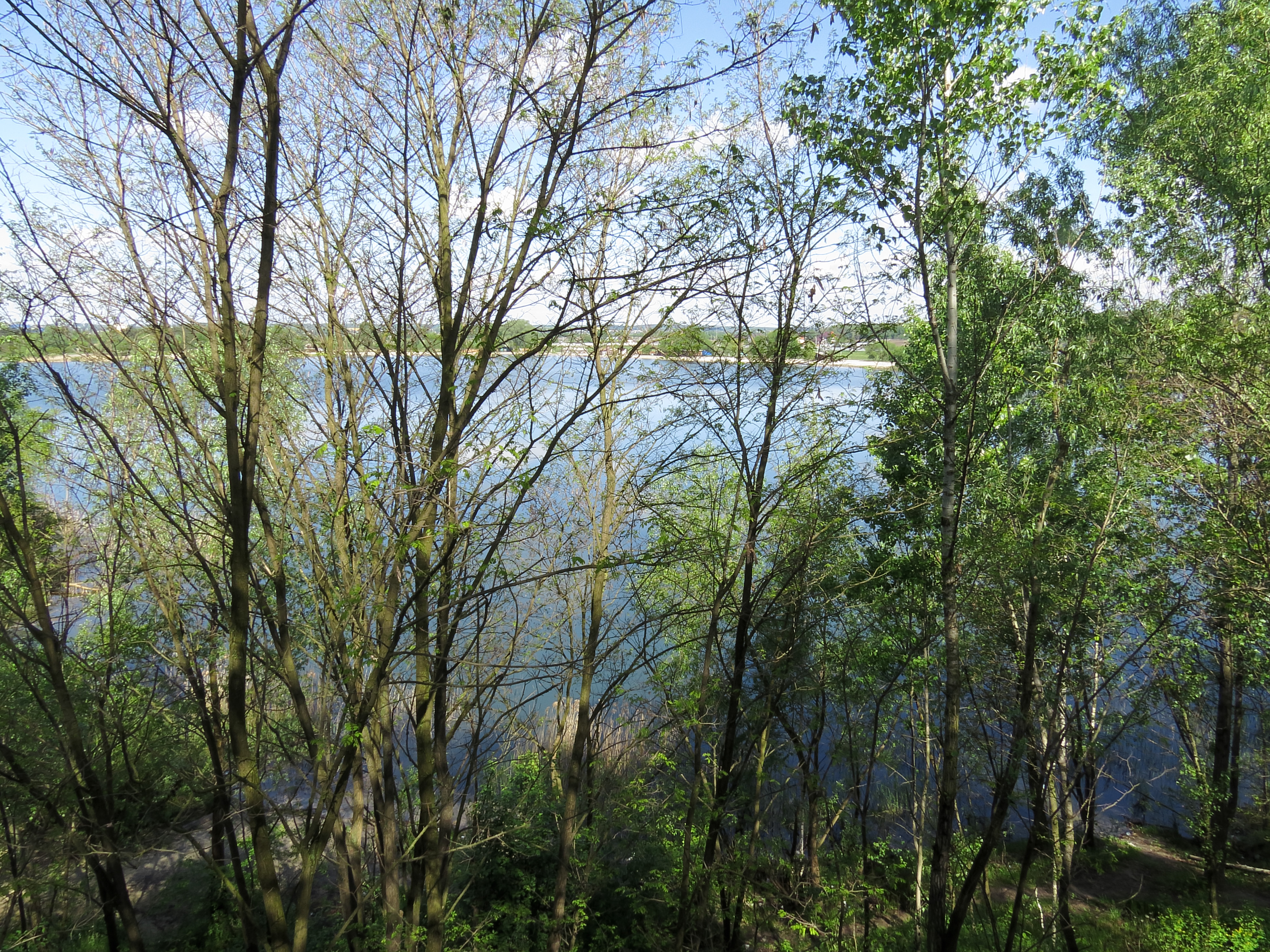
Le lac de Horenka,
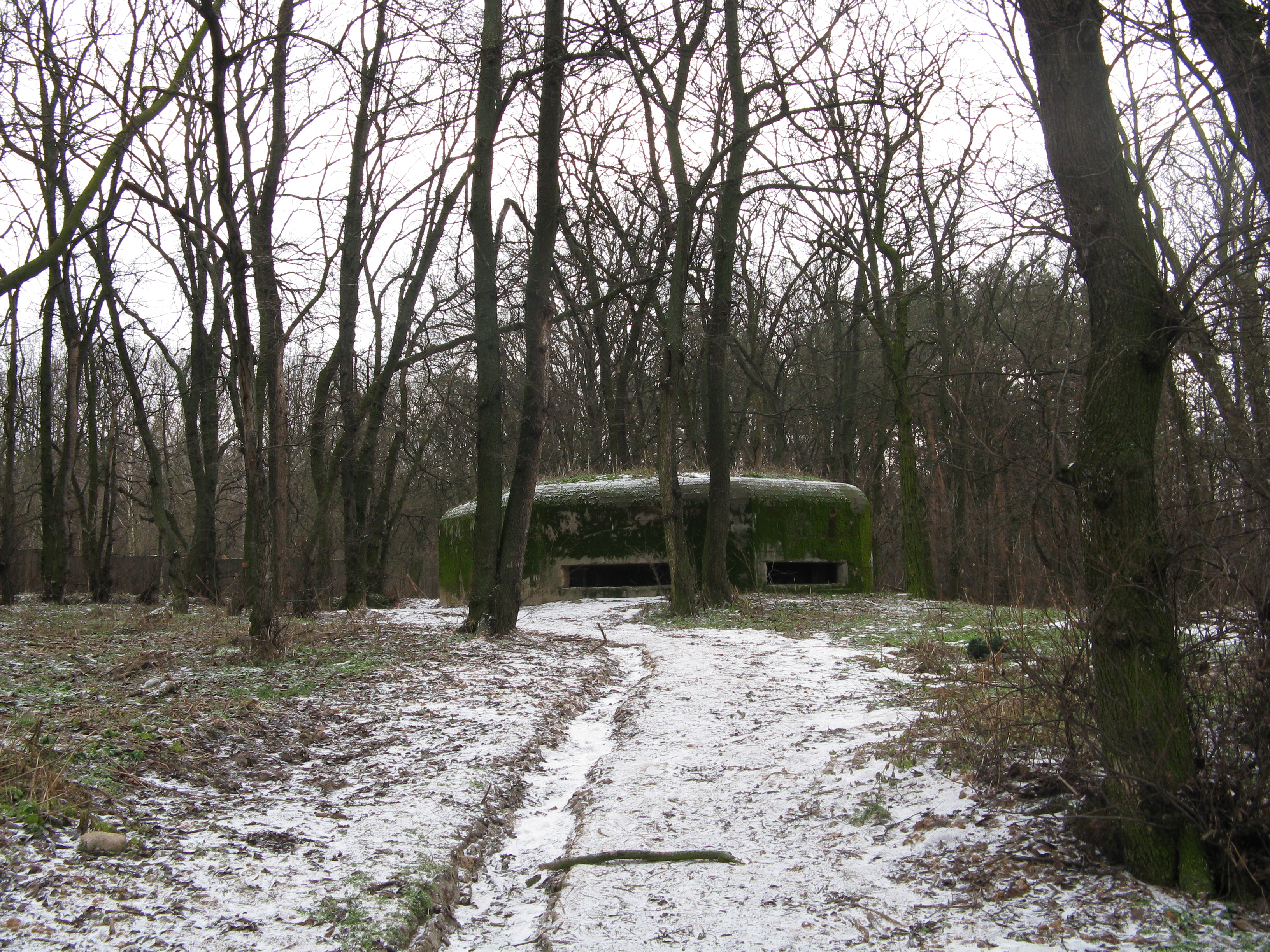
trace de la deuxième guerre mondiale, classée[3],
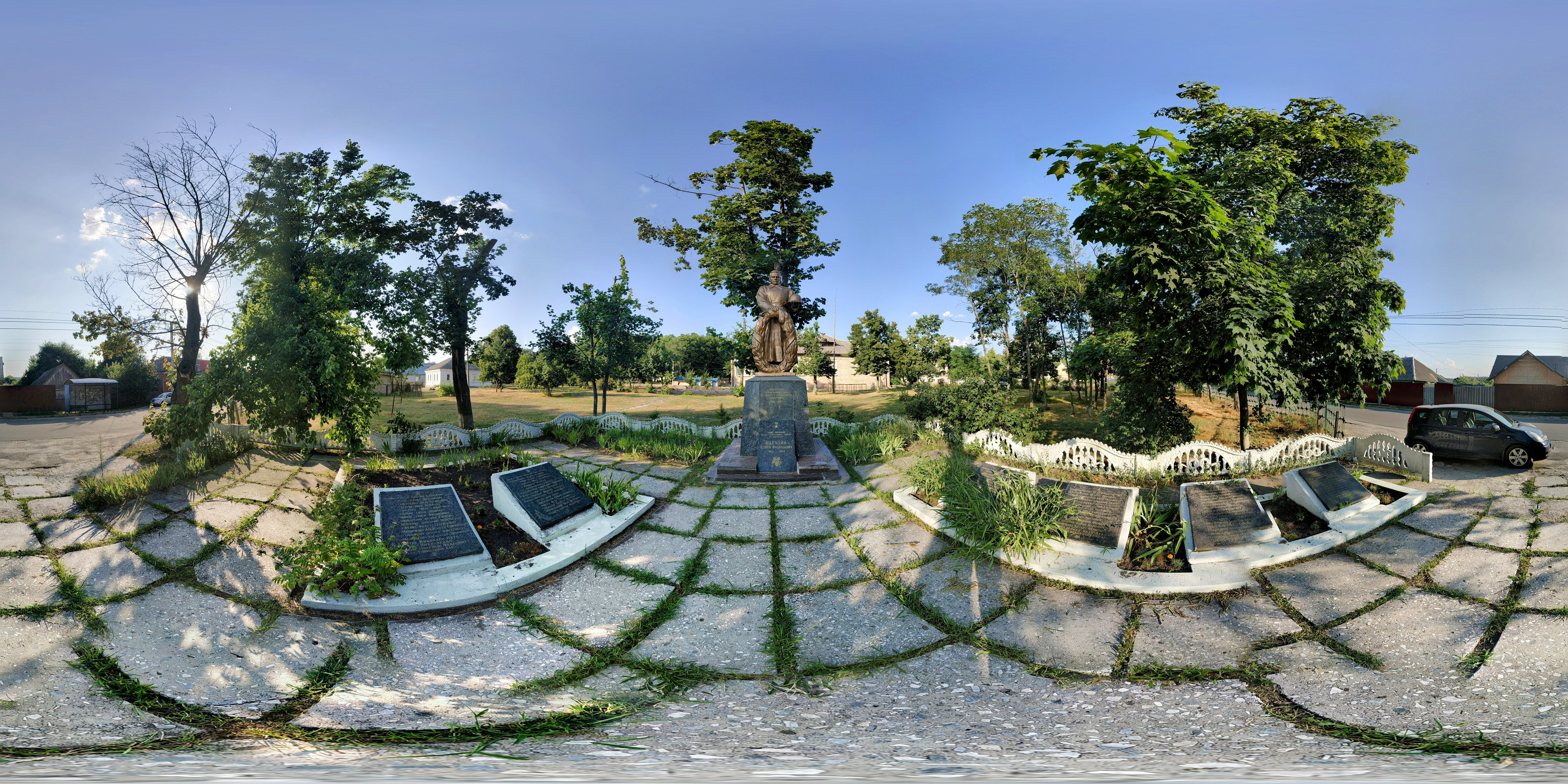
monument 2GM, classé[4],
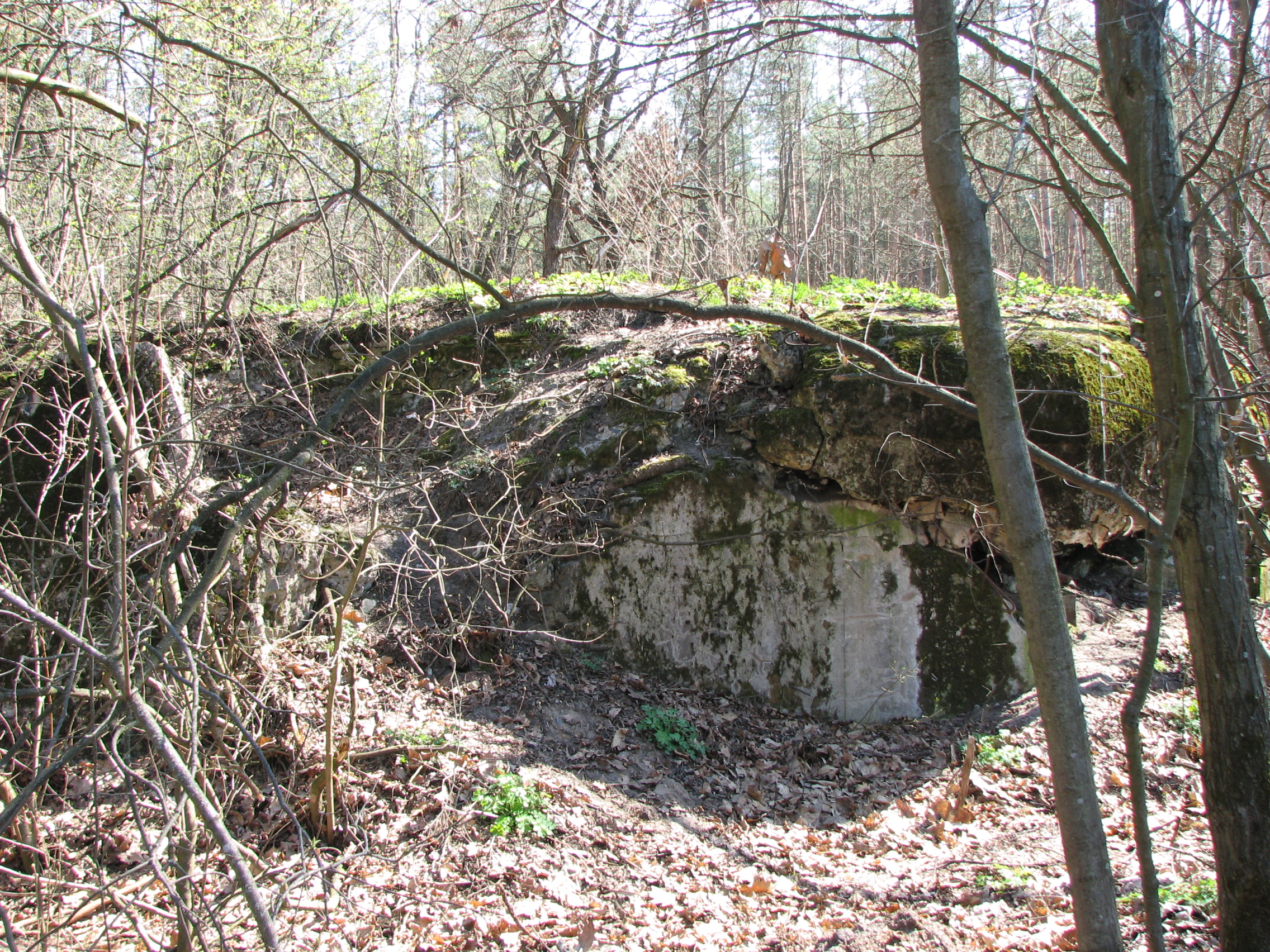
bunker 505, classé[5],
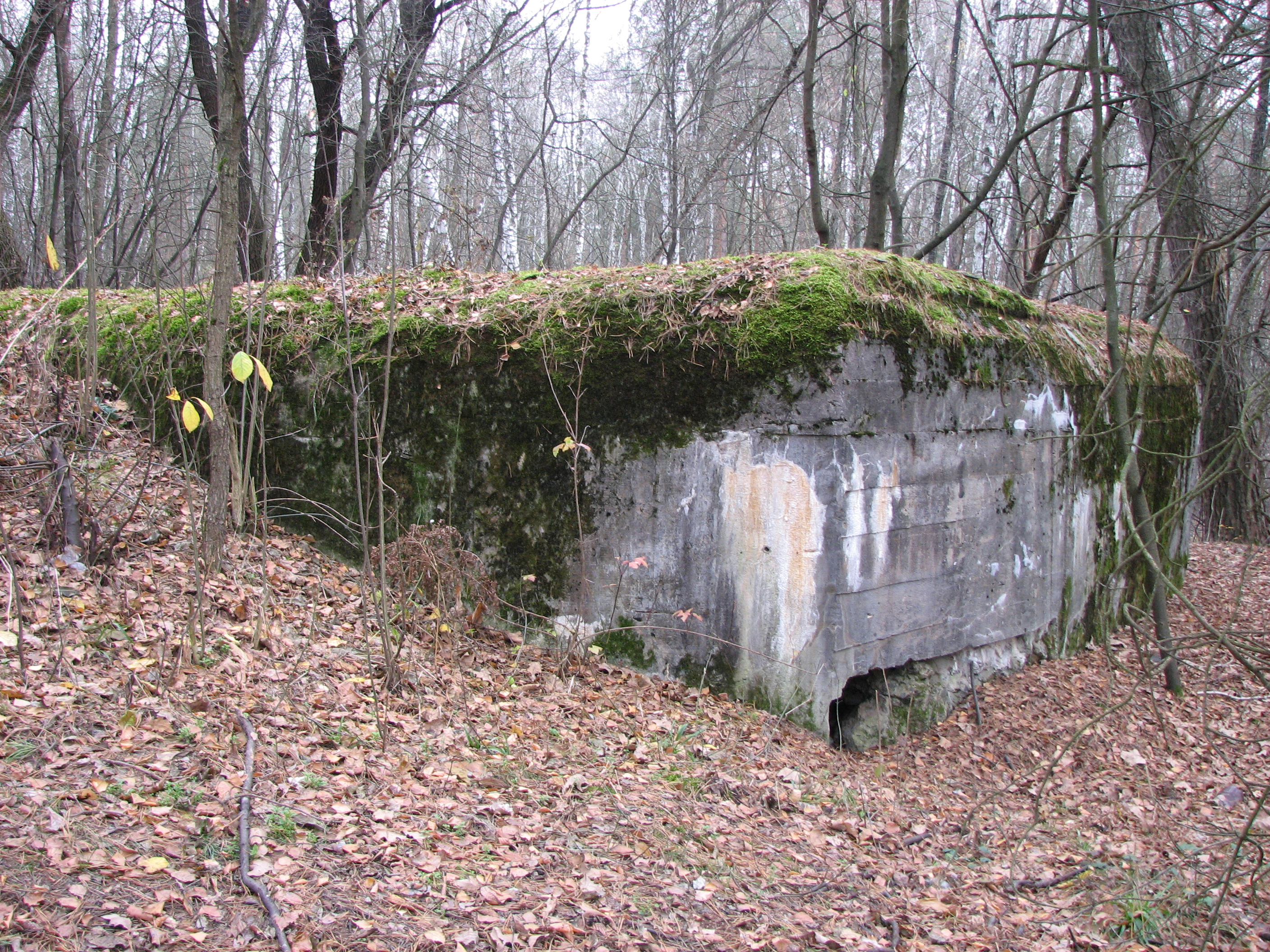
bunker 502, classé[6].